# Liste der Kulturdenkmale in Berga (Kyffhäuser)
In der Liste der Kulturdenkmale in Berga (Kyffhäuser) sind alle  Kulturdenkmale der Gemeinde Berga (Kyffhäuser) und ihrer Ortsteile aufgelistet. Grundlage ist das Denkmalverzeichnis des Landes Sachsen-Anhalt, das auf Basis des Denkmalschutzgesetzes des Landes Sachsen-Anhalt vom 21. Oktober 1991 durch das Landesamt für Denkmalpflege und Archäologie Sachsen-Anhalt erstellt und seither laufend ergänzt wurde (Stand: 31. Dezember 2024).

## Kulturdenkmale nach Ortsteilen

### Berga
| Lage                                         | Bezeichnung       | Beschreibung | Erfassungs- nummer | Ausweisungsart | Bild           |
| -------------------------------------------- | ----------------- | --- | ------------------ | -------------- | -------------- |
| Bergstraße 6 (Karte)                         | Wohnhaus          | Weidenbach´sches Witwenhaus | 094 84234          | Baudenkmal     | Wohnhaus       |
| Bergstraße 30 (Karte)                        | Pfarrhof          | | 094 84235          | Baudenkmal     | Pfarrhof       |
| Bergstraße 32 (Karte)                        | Kantorat          | | 094 30583          | Baudenkmal     | Kantorat       |
| Bergstraße 36 (Karte)                        | St. Petri & Pauli | evangelische Kirche von 1898 | 094 84238          | Baudenkmal     | Weitere Bilder |
| Bergstraße, Straße der Jugend (Karte)        | Kirche            | | 094 84243          | Baudenkmal     | Weitere Bilder |
| Hainstraße 14 (Karte)                        | Bauernhaus        | | 094 84237          | Baudenkmal     | Bauernhaus     |
| Hainstraße 16 (Karte)                        | Fabrik            | | 094 84240          | Baudenkmal     | Fabrik         |
| Hainstraße 2, 4, 5, Thyrastraße 2 (Karte)    | Rittergut         | Hallesches oder Franckesches Waisenhausgut                                                                                          | 094 84239          | Baudenkmal     | Weitere Bilder |
| Nordhäuser Straße 18, 20, 29, 31, 33 (Karte) | Häusergruppe      | | 094 18543          | Denkmalbereich | Häusergruppe   |
| Sangerhäuser Straße (Karte)                  | Distanzstein      | Distanzstein 2024 als Denkmal ausgewiesener Viertelmeilenstein der preußischen Staatschaussee von Berlin über Halle nach Nordhausen | 094 18938          | Kleindenkmal   | Weitere Bilder |
| Schenkplatz 5 (Karte)                        | Gasthof           | Gemeindeschenke | 094 84244          | Baudenkmal     | Gasthof        |
| Steinweg 7 (Karte)                           | Toranlage         | Weidenbach´scher Gutshof | 094 84242          | Baudenkmal     | Toranlage      |
| Straße der Einheit (Karte)                   | Herrenhaus        | Kleemann`sches Gut | 094 84245          | Baudenkmal     | Herrenhaus     |

### Bösenrode
| Lage                                                        | Bezeichnung                | Beschreibung | Erfassungs- nummer | Ausweisungsart | Bild           |
| ----------------------------------------------------------- | -------------------------- | ------------ | ------------------ | -------------- | -------------- |
| Dorfgraben 53 (Karte)                                       | Wohnhaus                   |              | 094 83709          | Baudenkmal     | BW             |
| Hirtenstraße 56 (Karte)                                     | Bauernhof                  |              | 094 83708          | Baudenkmal     | BW             |
| Hirtenstraße 59, 60, 61, 62, 63, 64 (Karte)                 | Straßenzeile               |              | 094 83707          | Denkmalbereich | BW             |
| Kirchstraße (Karte)                                         | Sankt-Nicolai-Kirche       | Kirche       | 094 83703          | Baudenkmal     | Weitere Bilder |
| Kirchstraße 9 (Karte)                                       | Wohnhaus                   |              | 094 83704          | Baudenkmal     | BW             |
| Kirchstraße 1, 2, 3, 102, 103, 104, Mühlstraße 5, 7 (Karte) | Ortskern                   |              | 094 83705          | Denkmalbereich | Ortskern       |
| Mittelweg 32 (Karte)                                        | Fabrik                     |              | 094 83706          | Baudenkmal     | BW             |
| Schenkstraße 18, 19, 28, 29, 30 (Karte)                     | Straßenzug                 |              | 094 83710          | Denkmalbereich | Straßenzug     |
| (Karte)                                                     | Grenzstein Bösenroda/Berga |              |                    | Grenzstein     | BW             |
| (Karte)                                                     | Grenzstein Bösenroda/Berga |              |                    | Grenzstein     | BW             |
| (Karte)                                                     | Grenzstein Bösenroda/Berga |              |                    | Grenzstein     | BW             |
| (Karte)                                                     | Grenzstein Bösenroda/Berga |              |                    | Grenzstein     | BW             |
| (Karte)                                                     | Grenzstein Bösenroda/Berga |              |                    | Grenzstein     | BW             |
| (Karte)                                                     | Grenzstein Bösenroda/Berga |              |                    | Grenzstein     | BW             |
| (Karte)                                                     | Grenzstein Bösenroda/Berga |              |                    | Grenzstein     | BW             |
| (Karte)                                                     | Grenzstein Bösenroda/Berga |              |                    | Grenzstein     | BW             |
| (Karte)                                                     | Grenzstein Bösenroda/Berga |              |                    | Grenzstein     | BW             |
| (Karte)                                                     | Grenzstein Bösenroda/Berga |              |                    | Grenzstein     | BW             |
| (Karte)                                                     | Grenzstein Bösenroda/Berga |              |                    | Grenzstein     | BW             |
| (Karte)                                                     | Grenzstein Bösenroda/Berga |              |                    | Grenzstein     | BW             |
| (Karte)                                                     | Grenzstein Bösenroda/Berga |              |                    | Grenzstein     | BW             |
| (Karte)                                                     | Grenzstein Bösenroda/Berga |              |                    | Grenzstein     | BW             |
| (Karte)                                                     | Grenzstein Bösenroda/Berga |              |                    | Grenzstein     | BW             |
| (Karte)                                                     | Grenzstein Bösenroda/Berga |              |                    | Grenzstein     | BW             |
| (Karte)                                                     | Grenzstein Bösenroda/Thyra |              |                    | Grenzstein     | BW             |

### Rosperwenda
| Lage                    | Bezeichnung             | Beschreibung                 | Erfassungs- nummer | Ausweisungsart | Bild           |
| ----------------------- | ----------------------- | ---------------------------- | ------------------ | -------------- | -------------- |
| Hauptstraße 35 (Karte)  | Pfarrhof                |                              | 094 84246          | Baudenkmal     | BW             |
| Lange Straße (Karte)    | Sankt-Margaretha-Kirche | evangelische Kirche von 1746 | 094 84247          | Baudenkmal     | Weitere Bilder |
| Lange Straße (Karte)    | Schule                  | alte Schule                  | 094 84248          | Baudenkmal     | Schule         |
| Lange Straße 9 (Karte)  | Wohnhaus                |                              | 094 84249          | Baudenkmal     | BW             |
| Lange Straße 11 (Karte) | Wohnhaus                | Wohnhaus                     | 094 84250          | Baudenkmal     | BW             |
| Lange Straße 17 (Karte) | Wohnhaus                | Wohnhaus                     | 094 84251          | Baudenkmal     | BW             |

## Legende
In den Spalten befinden sich folgende Informationen:
- Lage: Nennt den Straßennamen und wenn vorhanden die Hausnummer des Kulturdenkmals. Die Grundsortierung der Liste erfolgt nach dieser Adresse. Der Link „Karte“ führt zu verschiedenen Kartendarstellungen und nennt die geographischen Koordinaten.
Link zu einem Kartenansichtstool, um Koordinaten zu setzen. In der Kartenansicht sind Baudenkmale ohne Koordinaten mit einem roten bzw. orangen Marker dargestellt und können in der Karte gesetzt werden. Baudenkmale ohne Bild sind mit einem blauen bzw. roten Marker gekennzeichnet, Baudenkmale mit Bild mit einem grünen bzw. orangen Marker.
- Offizielle Bezeichnung: Nennt den Namen, die Bezeichnung oder zumindest die Art des Kulturdenkmals und verlinkt, soweit vorhanden, auf den Artikel zum Objekt.
- Beschreibung: Nennt bauliche und geschichtliche Einzelheiten des Kulturdenkmals, vorzugsweise die Denkmaleigenschaften.
- Erfassungsnummer: Für jedes Kulturdenkmal wird in Sachsen-Anhalt eine 20stellige Erfassungsnummer vergeben. Die letzten zwölf Ziffern werden für die Untergliederung nach Teilobjekten genutzt und werden nur angegeben, soweit vergeben. In dieser Spalte kann sich folgendes Icon  befinden, dies führt zu Angaben zu diesem Baudenkmal bei Wikidata.
- Ausweisungsart: Die Einordnung des Denkmales nach § 2 Abs. 2 DenkmSchG LSA
- Bild: Ein Bild des Denkmales, und gegebenenfalls einen Link zu weiteren Fotos des Kulturdenkmals im Medienarchiv Wikimedia Commons. Wenn man auf das Kamerasymbol klickt, können Fotos zu Kulturdenkmalen aus dieser Liste hochgeladen werden: